# Salgesch
Salgesch (francouzsky Salquenen) je obec ve švýcarském kantonu Valais, okrese Leuk. Žije zde přibližně 1 500 obyvatel.

## Geografie

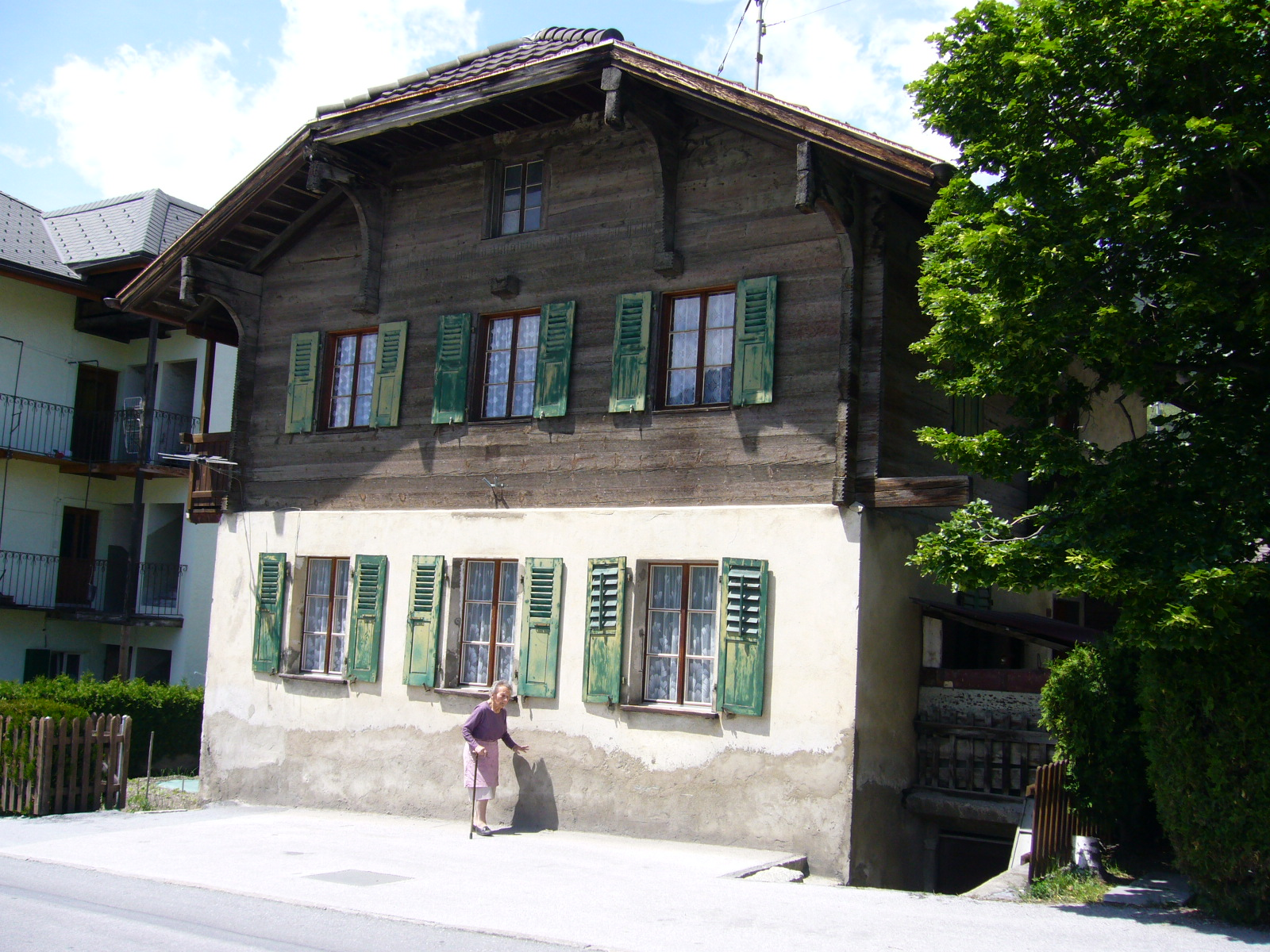
Tradiční architektura v obci

Obec Salgesch se nachází ve středním Valais, tři kilometry severovýchodně od Sierre na pravé straně údolí Rhôny. Převážnou část území obce tvoří kopcovitá oblast v blízkosti řeky Rhôny a severní horský svah až k dolnímu okraji masivu Varneralp v nadmořské výšce 2100 metrů. Na východě hranice obce s Varenem částečně kopíruje horský potok Gulantschi, zatímco na západě hranice se Sierre a obcí Noble-Contrée leží v nivě potoka Raspille.
Část území obce jižně od Rhôny zahrnuje centrální část lesa Pfynwald, největšího souvislého borového lesa v Alpách, a dále na jih úzký pás na velmi strmém Pfynbergu až do výšky 2000 m n. m. Na území obce se nachází také několik horských masivů. Pfynwald byl 17. prosince 1997 vyhlášen Státní radou kantonu Valais za oblast ochrany přírody a krajiny. Společně s lokalitou Illgraben v oblasti Leuku je tato oblast zapsána ve Spolkovém seznamu krajin a přírodních památek národního významu.
Kopcovitá krajina v okolí obce a v údolí Rhôny byla vytvořena prehistorickým salgeschským sesuvem. Mezi nimi protéká Rhôna v širokém přirozeném korytě se střídajícími se štěrkovými pláněmi a rozsáhlými lužními lesy. Na jihu protéká územím obce podzemní kanál náhonu elektrárny Chippis společnosti Rhonewerke AG. Severně od obce se nachází několik umělých vodovodů, které slouží k zavlažování zemědělské půdy.

## Historie

Letecký pohled (1955)

Při předběžných průzkumech pro stavbu dálnice A9 v lese Pfynwald v roce 2002 byly na takzvaném Mördersteinu (la Pierre du Meutrier), pravěké skalní stěně, objeveny stopy po jednom z nejstarších osídlení v regionu, které se datuje do doby kolem roku 4700 př. n. l.
Vesnice byla poprvé zmíněna v listině z 11. století pod názvem Salconio. Ve středověku zde byla postavena poutní kaple svatého Jana Křtitele. První dochovaná písemná listina obce pochází z roku 1520. V roce 1685 se Salgesch oddělil od velké farnosti Leuk a vytvořil vlastní farnost.
V římské době se v lokalitě Biel nacházelo kultovní místo, které bylo později přeměněno na poutní kapli svatého Jana Křtitele. V letech 1412, 1468 a 1664 obec vypořádala územní hranice s Varenem, v roce 1484 se Sierre a v letech 1553 a 1804 s Leukem. První písemný cech zemědělců pochází z roku 1520 a v roce 1575 byl doplněn o pravidla užívání lesa Pfynwald. O sebevědomí místních občanů svědčí měšťanský dům, postavený v roce 1561.
Za Staré konfederace patřila obec k panství sionského biskupa. Od počátku 13. století byl v Salgesch špitál, který byl až do roku 1655 spravován svatojánským rektorem a existoval více než 400 let. Byl podřízen klášteru svatého Jana v Conflans (Savojsko). V roce 1655 získal majetek svatojánských rytířů ve Valais Kaspar Stockalper vom Thurm a v roce 1680 prodal poutní kapli z roku 1537 a práva v Salgesch obci. V důsledku toho se Salgesch v roce 1685 oddělil od Leuku jako samostatná farnost, přičemž dům faráře byl přestavěn na faru. Gotická poutní kaple byla v roce 1687 rozšířena a stala se farním kostelem. Ta byla v roce 1887 nahrazena novogotickým farním kostelem svatého Jana Křtitele podle plánů Josepha de Kalbermatten.
Les Pfynwald slouží obci Salgesch a dalším sousedním obcím nejen jako místní rekreační oblast, ale je také jednou z nejzachovalejších přírodních a kulturních krajin ve Švýcarsku. Chráněné území nabízí řadu různých živočišných a rostlinných druhů, řadu různých a vzácných biotopů, pro které je ceněno v rámci celého Švýcarska.

## Obyvatelstvo

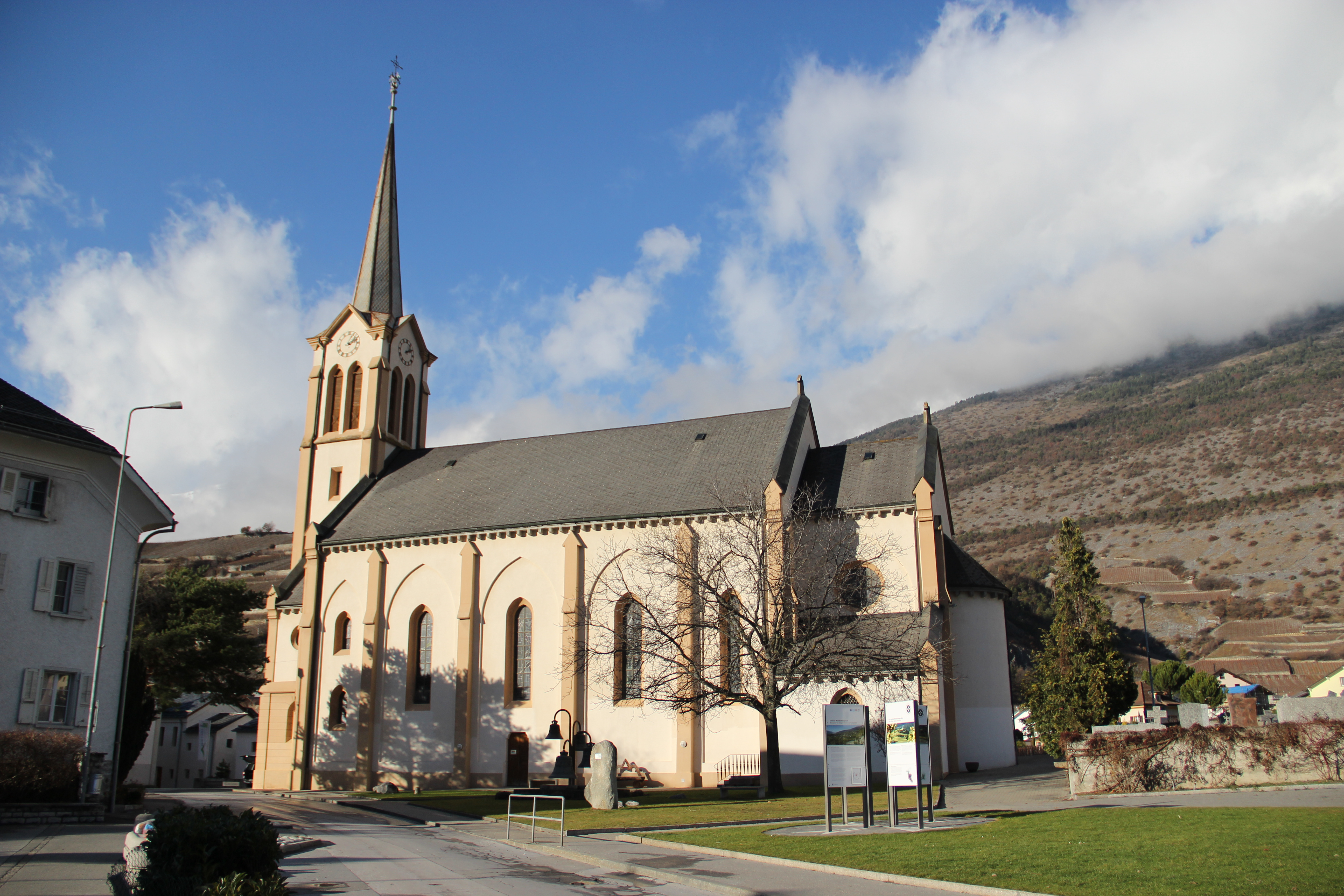
Kostel

| Rok            | 1800    | 1850 | 1900 | 1950 | 2000 | 2010 | 2012 | 2014 | 2016 | 2021 |
| Počet obyvatel | asi 250 | 406  | 671  | 1166 | 1198 | 1367 | 1393 | 1448 | 1470 | 1658 |

### Jazyky
Salgesch je převážně německy mluvící obec na jazykové hranici mezi Horním, německy mluvícím, a frankofonním Dolním Valais. Od raného novověku sleduje jazyková hranice tok potoka Raspille v dolní části údolí, dále na severu po hranici obce východně od Cordony a na jihu po horském hřebeni až k údolí Val d’Anniviers.
V okolí Salgesch se dosud zachovalo několik polních názvů z bývalé franko-provensálské jazykové vrstvy.

## Hospodářství

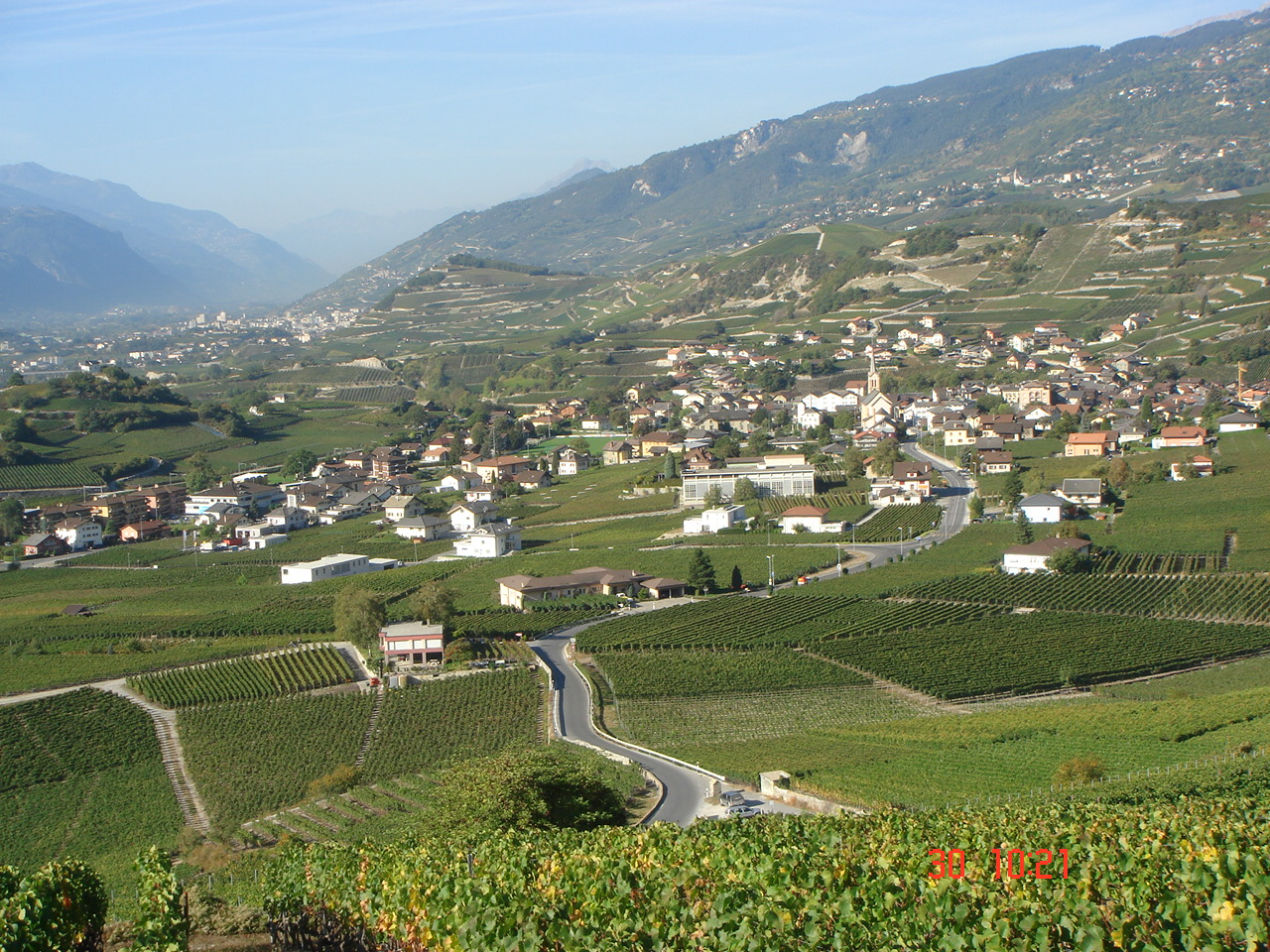
Salgesch s okolními vinicemi

Salgesch je tradičně zemědělskou obcí, ve které je rozšířené také tradiční vinařství. Po druhé světové válce se Salgesch vyvinul ze zemědělské obce v současně vinařskou a rezidenční obec. Obec se vyznačuje více než 200 hektary vinic a více než 40 vinařstvími. Mimo staré centrum obce byla ve druhé polovině 20. století postavena řada nových obytných domů, některé uprostřed vinic.
Ve vinařské oblasti Salgesch byly tradiční viniční terasy na některých místech v rámci melioračních opatření srovnány se zemí.
Řada pracujících dojíždí do nedalekého města Sierre, případně do okresního městečka Leuk.

## Doprava
Obcí Salgesch prochází železniční trať Brig – Sion (Simplonská dráha), dálnice A9 (ve výstavbě), spojovací silnice ze Sierre do Leuku a kantonální silnice. Na železniční zastávce Salgesch zastavují pouze regionální vlaky; spojení s okolními obcemi zajišťují také autobusy Postauto.